# Чемпионат СССР по футболу 1979 (вторая лига, 2 зона)
В чемпионате СССР среди команд мастеров второй лиги 1979 года стартовали 142 коллектива, которые были разделены на шесть зон. Переходных игр, за право повыситься в классе, в этом году не проводилось, путёвки в первую лигу получили все шесть победителей зональных соревнований.
Во второй зоне приняли участие 23 команды с Украины и один представитель от Молдавской ССР. В рамках первенства определялся чемпион Украинской ССР, которым стал коллектив никопольского «Колоса», получивший так же право, в следующем сезоне выступать в первой лиге. Команда тренерского дуэта Емец — Жиздик, уверенно провела весь турнир, по ходу соревнований выдав беспроигрышную серию из 24 поединков, длившуюся с 5 июля по 22 октября, что в итоге позволило оторваться от ближайших соперников, армейских команд из Киева и Львова.

## Итоги первенства
Турнир проводился с 31 марта по 14 ноября. Всего было сыграно 552 матча, в которых забито 1188 голов (в среднем 2,15 за игру). Призом «Рубиновый кубок», учреждённого газетой «Молодь України» для самой результативной команды, стал ровенский «Авангард» с показателем в 76 забитых голов.

## Турнирная таблица
| Место | Команда                     | В  | Н  | П  | Голы  | О  |
| ----- | --------------------------- | -- | -- | -- | ----- | -- |
| 1     | Колос (Никополь)            | 28 | 12 | 6  | 68—32 | 68 |
| 2     | СКА (Киев)                  | 26 | 12 | 8  | 65—32 | 64 |
| 3     | СКА (Львов)                 | 25 | 11 | 10 | 67—33 | 61 |
| 4     | Авангард (Ровно)            | 23 | 14 | 9  | 76—41 | 60 |
| 5     | Буковина (Черновцы)         | 24 | 10 | 12 | 55—32 | 58 |
| 6     | Спартак (Житомир)           | 22 | 12 | 12 | 57—41 | 56 |
| 7     | Кристалл (Херсон)           | 21 | 10 | 15 | 63—45 | 52 |
| 8     | Кривбасс (Кривой Рог)       | 18 | 16 | 12 | 62—47 | 52 |
| 9     | Звезда (Кировоград)         | 20 | 10 | 16 | 44—40 | 50 |
| 10    | Судостроитель (Николаев)    | 18 | 13 | 15 | 48—47 | 49 |
| 11    | Колос (Полтава)             | 18 | 9  | 19 | 48—52 | 45 |
| 12    | Атлантика (Севастополь)     | 17 | 9  | 20 | 54—62 | 43 |
| 13    | Подолье (Хмельницкий)       | 17 | 8  | 21 | 44—57 | 42 |
| 14    | Днепр (Черкассы)            | 14 | 13 | 19 | 38—49 | 41 |
| 15    | Новатор (Жданов)            | 17 | 6  | 23 | 47—54 | 40 |
| 16    | Говерла (Ужгород)           | 10 | 19 | 17 | 36—46 | 39 |
| 17    | Десна (Чернигов)            | 13 | 12 | 21 | 37—57 | 38 |
| 18    | Океан (Керчь)               | 12 | 14 | 20 | 36—52 | 38 |
| 19    | Фрунзенец (Сумы)            | 13 | 10 | 23 | 47—62 | 36 |
| 20    | Торпедо (Луцк)              | 10 | 16 | 20 | 42—69 | 36 |
| 21    | Нива (Винница)              | 11 | 13 | 22 | 36—44 | 35 |
| 22    | Автомобилист (Тирасполь)    | 11 | 13 | 22 | 28—47 | 35 |
| 23    | Металлург (Днепродзержинск) | 13 | 8  | 25 | 37—71 | 34 |
| 24    | Шахтёр (Горловка)           | 11 | 10 | 25 | 53—76 | 32 |

| Состав победителя турнира, команды Колос (Никополь) |
| --- |
| В. Журавлёв (48 игр), В. Бульба (46), А. Сиденко (44), Д. Кихаев (44), И. Надеин (44), В. Аношин (43), С. Бритченко (39), П. Басов (37), Р. Рыфяк (37), Г. Колядюк (21), О. Савка (19), Ф. Кузьменко (19), С. Скляр (15), Ф. Приходько (14), И. Ряшко (14), В. Бондаренко (14), В. Дрыженко (13), И. Емец (12), И. Кунтий (12), А.Куцев (11), Ю. Мишин (11), К. Панчик (11), А. Климович (10), В. Данилюк (10), С. Улицкий (9), А. Соколов (7), А. Яковенко (6), В. Вязовский (5), В. Бублик (3), В. Прилепский (3), О. Ордынский (2), В. Махов (2), А. Мазжерин (1), А. Хорунженко (1), И. Федоришин (1), А. Колесников (1) |
| Старший тренер — В. А. Емец, тренеры — Е. М. Кучеревский, В. В. Вебер, начальник команды — Г. А. Жиздик |

## Матчи[1]
| Дата       | Команда 1        | Счёт | Команда 2        |
| ---------- | ---------------- | ---- | ---------------- |
| 31.03.1979 | СКА (Львов)      | 1:0  | Колос (Полтава)  |
| 03.04.1979 | Говерла          | 1:0  | Колос (Полтава)  |
| 08.04.1979 | Колос (Полтава)  | 1:1  | Кривбасс         |
| 12.04.1979 | Колос (Полтава)  | 0:0  | Кристалл         |
| 17.04.1979 | Буковина         | 3:0  | Колос (Полтава)  |
| 21.04.1979 | Подолье          | 1:1  | Колос (Полтава)  |
| 26.04.1979 | Колос (Полтава)  | 0:0  | Колос (Никополь) |
| 30.04.1979 | Колос (Полтава)  | 1:0  | Металлург        |
| 15.05.1979 | Фрунзенец        | 0:1  | Колос (Полтава)  |
| 21.05.1979 | Автомобилист     | 0:1  | Колос (Полтава)  |
| 24.05.1979 | Судостроитель    | 1:0  | Колос (Полтава)  |
| 29.05.1979 | Колос (Полтава)  | 1:1  | Авангард         |
| 02.06.1979 | Колос (Полтава)  | 1:0  | Торпедо          |
| 07.06.1979 | Новатор          | 3:1  | Колос (Полтава)  |
| 11.06.1979 | Шахтёр           | 3:0  | Колос (Полтава)  |
| 27.06.1979 | Колос (Полтава)  | 1:0  | Спартак          |
| 30.06.1979 | Колос (Полтава)  | 2:0  | Нива             |
| 05.07.1979 | Колос (Полтава)  | 0:1  | Звезда           |
| 09.07.1979 | Колос (Полтава)  | 1:2  | Днепр            |
| 15.07.1979 | СКА (Киев)       | 3:1  | Колос (Полтава)  |
| 18.07.1979 | Десна            | 1:0  | Колос (Полтава)  |
| 24.07.1979 | Колос (Полтава)  | 3:2  | Атлантика        |
| 27.07.1979 | Колос (Полтава)  | 2:1  | Океан            |
| 03.08.1979 | Колос (Полтава)  | 1:0  | СКА (Львов)      |
| 06.08.1979 | Колос (Полтава)  | 2:1  | Говерла          |
| 12.08.1979 | Кривбасс         | 2:2  | Колос (Полтава)  |
| 16.08.1979 | Кристалл         | 3:1  | Колос (Полтава)  |
| 21.08.1979 | Колос (Полтава)  | 3:1  | Буковина         |
| 24.08.1979 | Колос (Полтава)  | 1:0  | Подолье          |
| 30.08.1979 | Колос (Никополь) | 2:0  | Колос (Полтава)  |
| 03.09.1979 | Металлург        | 2:1  | Колос (Полтава)  |
| 08.09.1979 | Колос (Полтава)  | 3:0  | Фрунзенец        |
| 13.09.1979 | Колос (Полтава)  | 1:1  | Автомобилист     |
| 16.09.1979 | Колос (Полтава)  | 1:0  | Судостроитель    |
| 26.09.1979 | Торпедо          | 0:1  | Колос (Полтава)  |
| 29.09.1979 | Авангард         | 2:1  | Колос (Полтава)  |
| 02.10.1979 | Колос (Полтава)  | 1:0  | Новатор          |
| 05.10.1979 | Колос (Полтава)  | 4:1  | Шахтёр           |
| 12.10.1979 | Спартак          | 1:0  | Колос (Полтава)  |
| 16.10.1979 | Нива             | 2:1  | Колос (Полтава)  |
| 22.10.1979 | Звезда           | 1:0  | Колос (Полтава)  |
| 27.10.1979 | Днепр            | 1:1  | Колос (Полтава)  |
| 01.11.1979 | Колос (Полтава)  | 0:2  | СКА (Киев)       |
| 04.11.1979 | Колос (Полтава)  | 2:1  | Десна            |
| 10.11.1979 | Атлантика        | 3:2  | Колос (Полтава)  |
| 14.11.1979 | Океан            | 1:1  | Колос (Полтава)  |

## Лучшие бомбардиры
| Футболист     | Команда                  | Голы |
| ------------- | ------------------------ | ---- |
| Ю. Бондаренко | Кристалл (Херсон)        | 20   |
| Е. Деревяга   | Судостроитель (Николаев) | 20   |
| В. Петров     | Атлантика (Севастополь)  | 19   |
| Я. Яцышин     | Спартак (Житомир)        | 19   |
| В. Дмитренко  | Кривбасс (Кривой Рог)    | 18   |
| В. Чирков     | Авангард (Ровно)         | 16   |
| Н. Пинчук     | СКА (Киев)               | 16   |
| Н. Табачук    | Подолье (Хмельницкий)    | 16   |